# Ie Itam Tunong
Ie Itam Tunong is een bestuurslaag in het regentschap Aceh Barat van de provincie Atjeh, Indonesië. Ie Itam Tunong telt 311 inwoners (volkstelling 2010).